# The Hidden (film din 1987)
The Hidden (Cel ascuns) este un film american SF de groază din 1987 regizat de Jack Sholder și lansat de New Line Cinema. Rolurile principale au fost interpretate de actorii Kyle MacLachlan și Michael Nouri, cu Clu Gulager, Chris Mulkey, Ed O'Ross, Clarence Felder, Claudia Christian și Larry Cedar în alte roluri. Scenariul este scris de Bob Hunt (Jim Kouf). A primit recenzii în mare parte pozitive. O continuare, The Hidden II, a fost regizată de Seth Pinsker și lansată în 1993.

## Prezentare
Jack DeVries, un cetățean anterior onest, jefuiește o bancă și apoi începe o fugă sălbatică cu poliția pe urmele sale. Furia sa poate fi oprită doar de un baraj rutier, unde este prezent și ofițerul de poliție Tom Beck. DeVries este împușcat și ajunge la spital. Întrucât medicul spune că nu va supraviețui, cazul este închis pentru poliție. Ceea ce poliția nu știe, este că DeVries a servit doar ca gazdă a unei forme de viață extraterestră care are un interes criminal în arme și lucruri materiale scumpe, cum ar fi mașini rapide. La spital, extraterestrul părăsește trupul lui DeVrie și preia pe cel al pacientului Jonathan Miller.
Între timp, Lloyd Gallagher, care lucrează pentru FBI, apare la secția de poliție și îl caută pe DeVries. Află de la Beck că se află în spital. Gallagher îl găsește pe DeVries mort. Află despre Miller de la medic și acum merge să-l caute. El speră să primească sprijin de la Beck, care cedează cu adevărat doar atunci când Miller comite mai multe crime. Nu este o colaborare ușoară pentru Beck, deoarece Gallagher pare să știe o detalii surprinzătoare despre făptuitor, dar Beck nu dezvăluie nimic. Gallagher dezvăluie doar că este ceva personal pentru că i-a ucis partenerul, soția și fiica.
Cei doi se duc în cele din urmă pe urmele lui Miller până la un club de striptease, dar ajung prea târziu: îl găsesc pe Miller mort, deoarece extraterestrul a preluat acum cadavrul stripteasei Brenda Lee Van Buren. Începe o urmărire între ea și cei doi anchetatori, urmată de un schimb de focuri. Ea este literalmente plină de găuri și sânge, dar nu moare, spre uimirea lui Beck. Beck este rănit la umăr de Brenda pe un acoperiș, dar Gallagher o împiedică să-l ucidă. Cu puțin timp înainte ca extraterestrul să poată părăsi cadavrul, se aruncă de pe acoperiș. Înainte ca Gallagher să ajungă la ea, extraterestrul scapă printr-un câine și ajunge ulterior în corpul ofițerului superior al lui Beck, Lt. John Masterson.
Beck îl interoghează pe Gallagher care dezvăluie date despre extraterestru și că el are singura arma care îl poate ucide; extraterestrul trebuie să părăsească corpul pentru a face acest lucru, altfel arma este ineficientă împotriva trupului uman. Cu toate acestea, Beck nu-l crede și îl închide. Totul se schimbă atunci când extraterestrul, în corpul lui Masterson, apare în secția de poliție pentru a-l ucide pe Gallagher. Se dezvăluie a fi un extraterestru în schimburile de foc ulterioare. Beck și Gallagher reușesc să-l elimine pe Masterson, care preia corpul colegului și prietenul lui Beck, Cliff Willis.
Extraterestrul, în Cliff Willis, vrea să meargă la un eveniment găzduit de senatorul Holt. Extraterestrul, care a aflat de la știri despre Holt, plănuiește să-i preia corpul pentru a ajunge președinte al Statelor Unite. Willis are un schimb de focuri cu cei de la securitatea senatorului, Gallagher și Beck. Beck este rănit grav, iar Gallagher nu poate împiedica extraterestrul să preia corpul lui Holt.
La conferință, Gallagher îl atacă pe Holt cu un aruncător de flăcări. Gallagher este împușcat de mai multe ori de securitatea senatorului, dar reușește să se apropie de Holt și să-l ucidă cu aruncătorul de flăcări. Corpul extraterestrului părăsește în sfârșitul cadavrul, iar Gallagher îl împușcă cu arma sa specială, ucigându-l definitiv.
La spital, Beck este pe moarte. Gallagher simte că are o responsabilitate față de familia lui Beck și preia corpul lui Beck pentru a-l menține în viață pentru familia lui.

## Distribuție
- Kyle MacLachlan – Lloyd Gallagher
- Michael Nouri – Tom Beck
- Claudia Christian – Brenda Lee Van Buren
- Clarence Felder – Lt. John Masterson
- Clu Gulager – Lt. Ed Flynn
- Ed O'Ross – Cliff Willis
- William Boyett – Jonathan Miller
- Richard Brooks – Sanchez
- Katherine Cannon – Barbara Beck
- Larry Cedar – Brem
- John McCann – Senator Holt
- Chris Mulkey – Jack DeVries

## Coloană sonoră
Coloana sonoră, care a fost compusă de Michael Convertino, a fost lansată de Varese Sarabande Records la 30 ianuarie 2007.
Cântecele prezentate în film sunt:
- "Hidden" – The Truth
- "Black Girl White Girl" – The Lords of the New Church
- "Is There Anybody In There?" – Hunters & Collectors
- "Say Good Bye" – Hunters & Collectors
- "On Your Feet" – Shok Paris
- "Going Down Fighting" – Shok Paris
- "Weapons of Love" – The Truth
- "Still in Hollywood" – Concrete Blonde
- "Your Haunted Head" – Concrete Blonde
- "While the Going's Good" – Twin Set & the Pearls
- "You Make Me Feel So Young" – Brian Gunboty
- "Out of Control (In My Car)" – ULI
- "Bad Girl" – Mendy Lee
- "Over Your Shoulder" – Concrete Blonde